# Басов Володимир Володимирович
Володи́мир Володи́мирович Ба́сов, також відомий як Володи́мир Ба́сов-молодший (рос. Владимир Владимирович Басов, Влади́мир Ба́сов-младший; * 9 лютого 1959, Москва, Російська РФСР) — радянський і російський актор, кінорежисер, сценарист, продюсер, заслужений діяч мистецтв Російської Федерації (2007).

## Біографія
Народився в родині відомого актора і режисера Володимира Басова і актриси Наталії Фатєєвої. Після розлучення батьків виховувався у Харкові у батьків матері.
В 1981 закінчив курс Сергія Бондарчука.
Зніматися став на початку 1970-х років, грав у фільмах «Москва — Кассіопея», «Підлітки у Всесвіті», «Час і родина Конвей», «Чужі тут не ходять» та інших.
Дебютував як режисер у 1993 з фільмом «Безодня, коло сьомої».

## Фільмографія

### Актор
- 1973: «Москва — Кассіопея» — Федя Лобов
- 1974: «Підлітки у Всесвіті» — Федя Лобов
- 1974—1977: «Єралаш»
- 1977: «Трясовина» —  Петя Корнаков
- 1984: «Час і родина Конвей» —  Ернест Біверс в юності
- 1985: «Чужі тут не ходять» —  Косирев
- 1985: «Сон в руку, або Валіза» —  Павло Тюрін
- 1986: «Без сина не приходь!» —  Валентин Петрович
- 1986: «Сім криків в океані» —  Хуан Сантільяна
- 1988: «В одній знайомій вулиці...»
- 1988: «Корабель»
- 1989: «Аварія — дочка мента» —  сутенер в переході
- 1991: «Дружина для метрдотеля» —  Валерій Нікольський
- 1991: «Виплодок пекла» —  чоловік Олени
- 1991: «Вікно навпроти» —  Бойн
- 1991: «Вовкодав»
- 1991: «Дій, Маню!» —  підприємець на ринку
- 1992: «Чоловік зигзаг» —  масажист
- 2000: «Замість мене» —  родич Гагаріна
- 2001: «Кобра. Чорна кров» —  доктор Логінов
- 2005: «Не забувай» —  Кречетов
- 2006: «Спекотний листопад» —  прокурор Варя
- 2010: «Терапія любов'ю» —  батько Юлі
- 2010: «Дорога назад» —  бізнесмен
- 2011: «Салямі» —  Самсон Самсонович Пряхін
- 2012: «Красуня і Чудовисько» —  Любомудров
- 2013: «45 секунд» —  Бєльський

### Режисер
- 1993: Безодня, коло сьомої
- 1995: Одинокий гравець
- 2000: Замість мене
- 2001: Любовь.ru
- 2001: Кобра. Чорна кров
- 2003: Чисті ключі (14 серій)
- 2005: Не забувай
- 2006: Ніколи не розмовляйте з невідомими
- 2006: Спекотний листопад
- 2007: Мовчазний свідок
- 2007: Терміново в номер
- 2008: Вторгнення
- 2008: Материнський інстинкт
- 2008: Клинч
- 2010: Терапія любов'ю
- 2010: Дорога назад
- 2011: Салямі
- 2012: Красуня і Чудовисько
- 2013: 45 секунд
- 2013: Серйозні стосунки
- 2014: Інший берег
- 2016: Ключі

### Сценарист
1. 2010 — Дорога назад

### Продюсер
- 2008 — Вторгнення
- 2010 — Терапія любов'ю
- 2010 — Дорога назад
- 2012 — Красуня і Чудовисько
- 2013 — 45 секунд
- 2014 — Інший берег
- 2016 — Ключі